# Добје при Планини
Добје при Планини (словен. Dobje pri Planini) је насеље и управно средиште истоимене општине Добје, која припада Савињској регији у Републици Словенији.
По попису становништва из 2011. године, насеље Добје при Планини имало је 116 становника.